# Büdingen
Büdingen is een plaats in de Duitse deelstaat Hessen, gelegen in de Wetteraukreis. De stad telt 22.808 inwoners. Naburige steden zijn onder andere Bad Nauheim, Bad Vilbel en Butzbach.

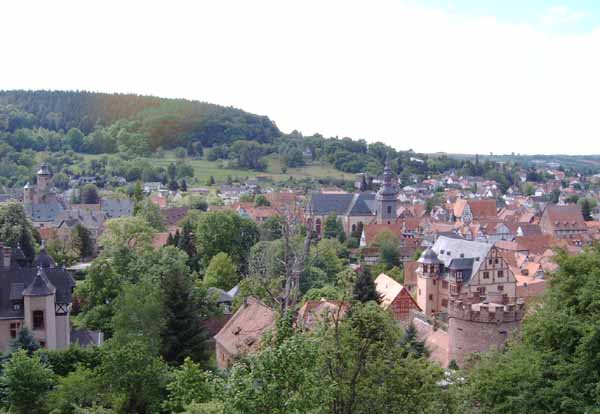
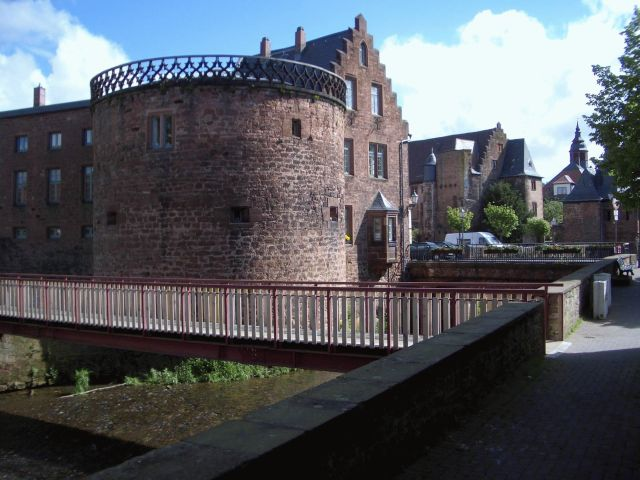
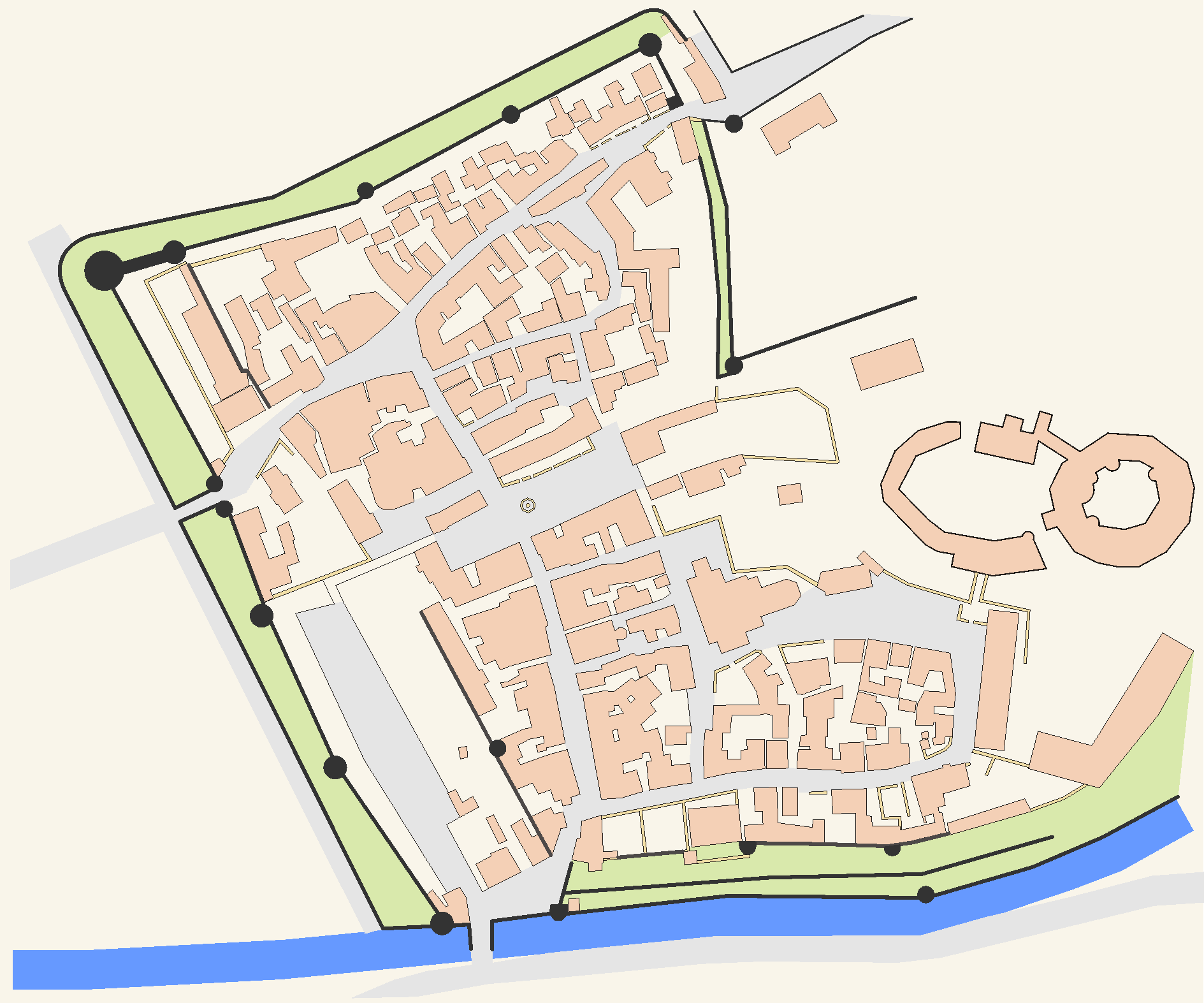
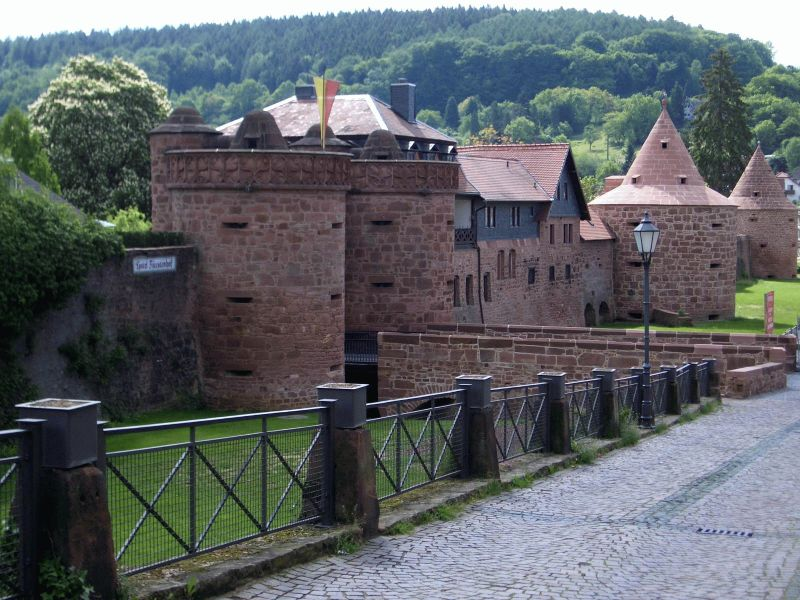
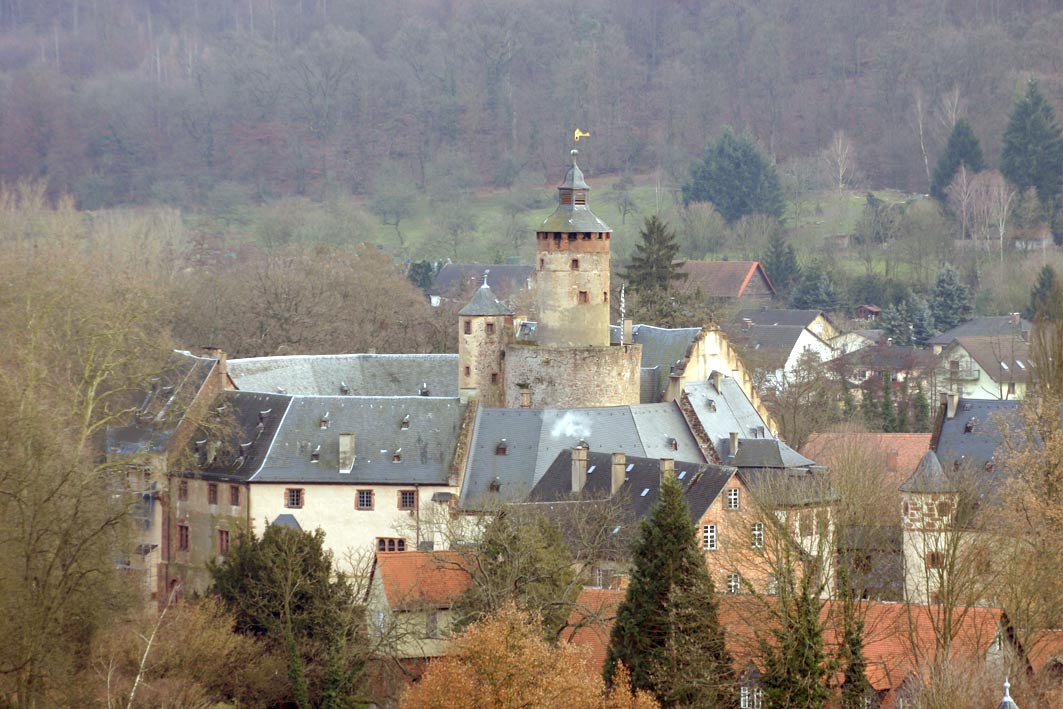
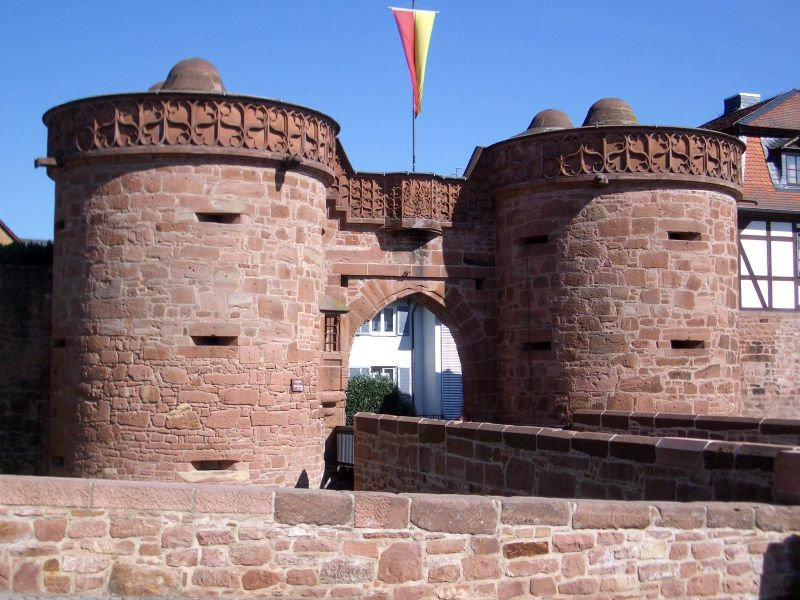
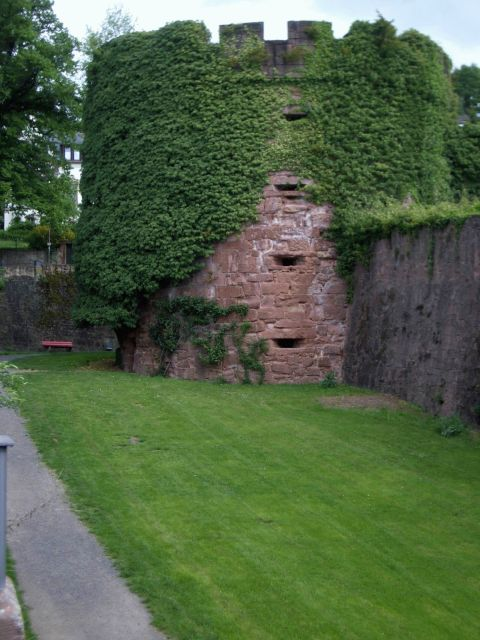
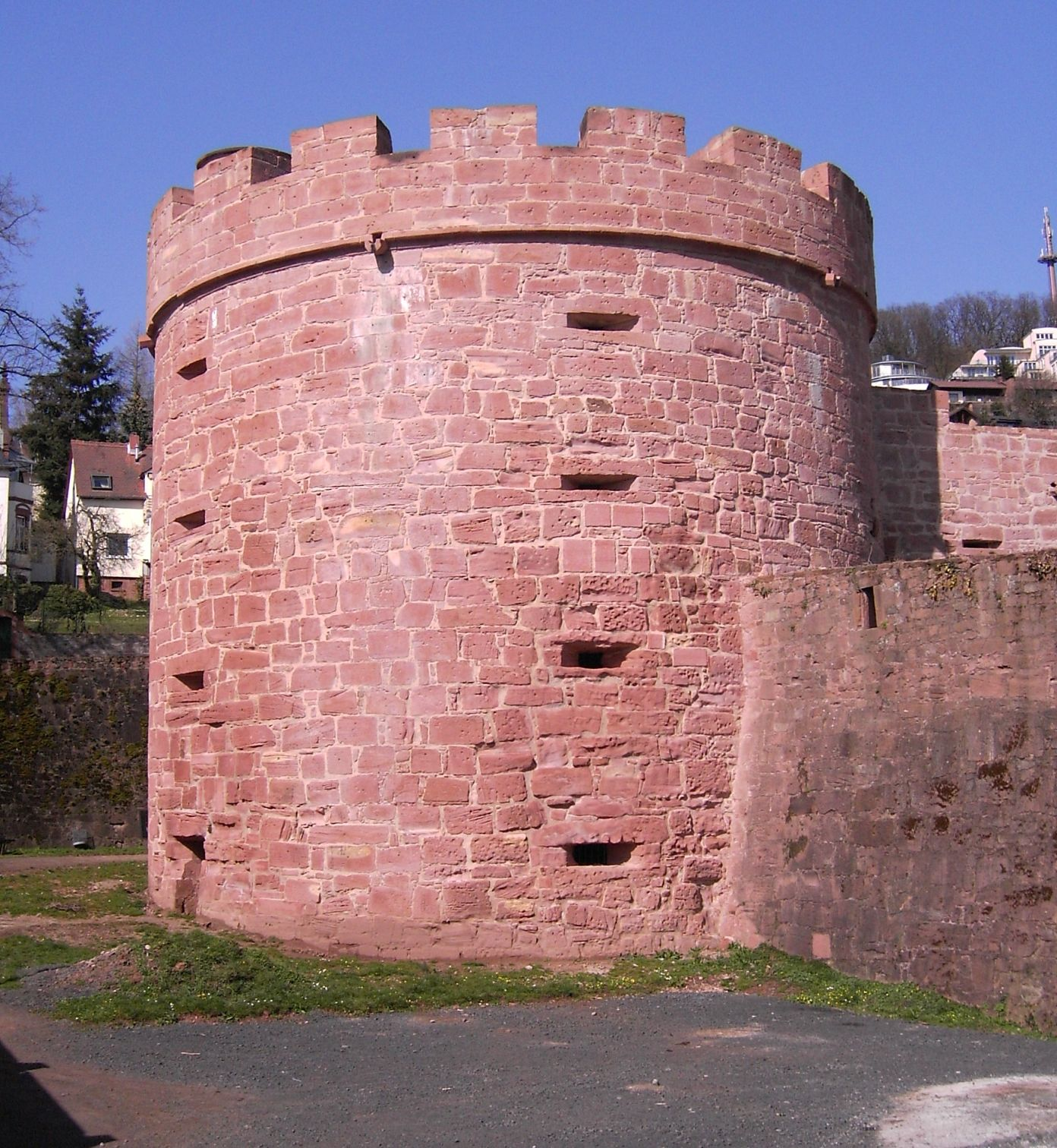
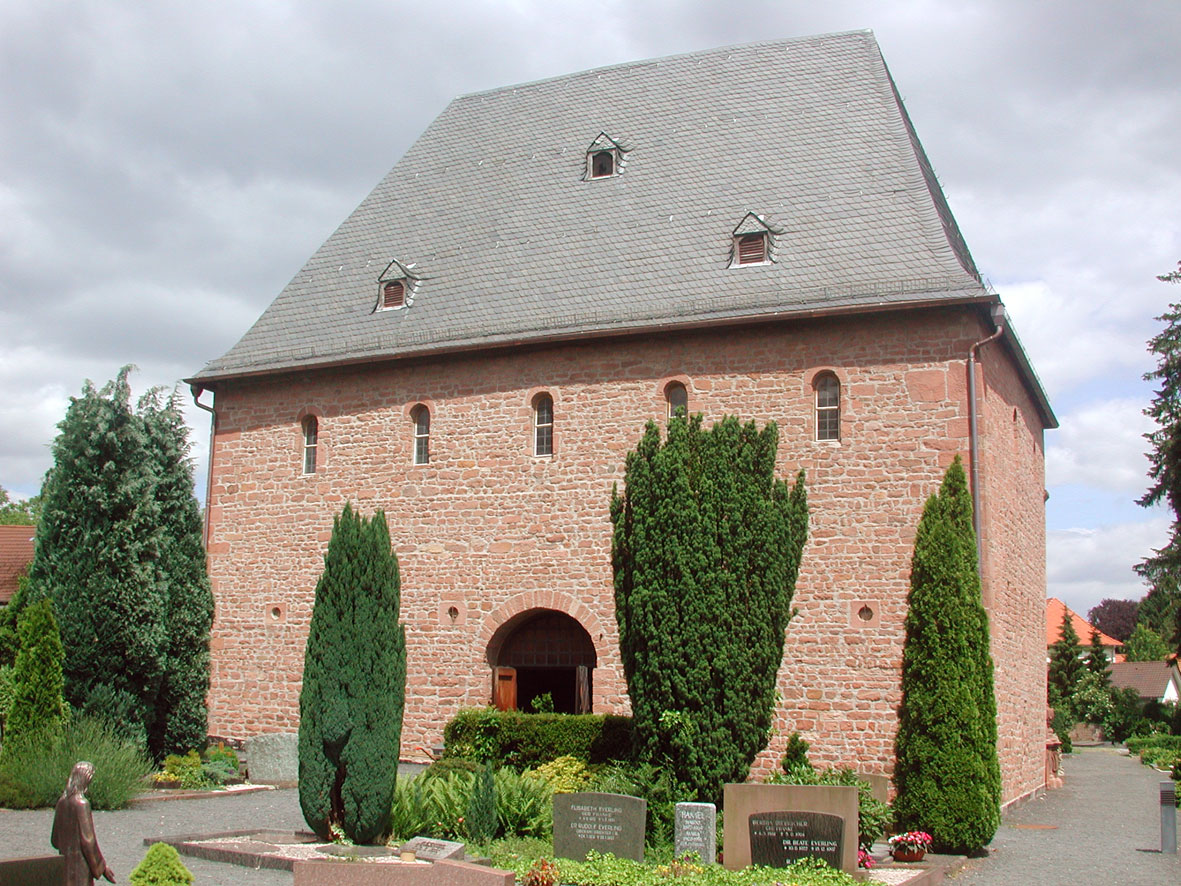
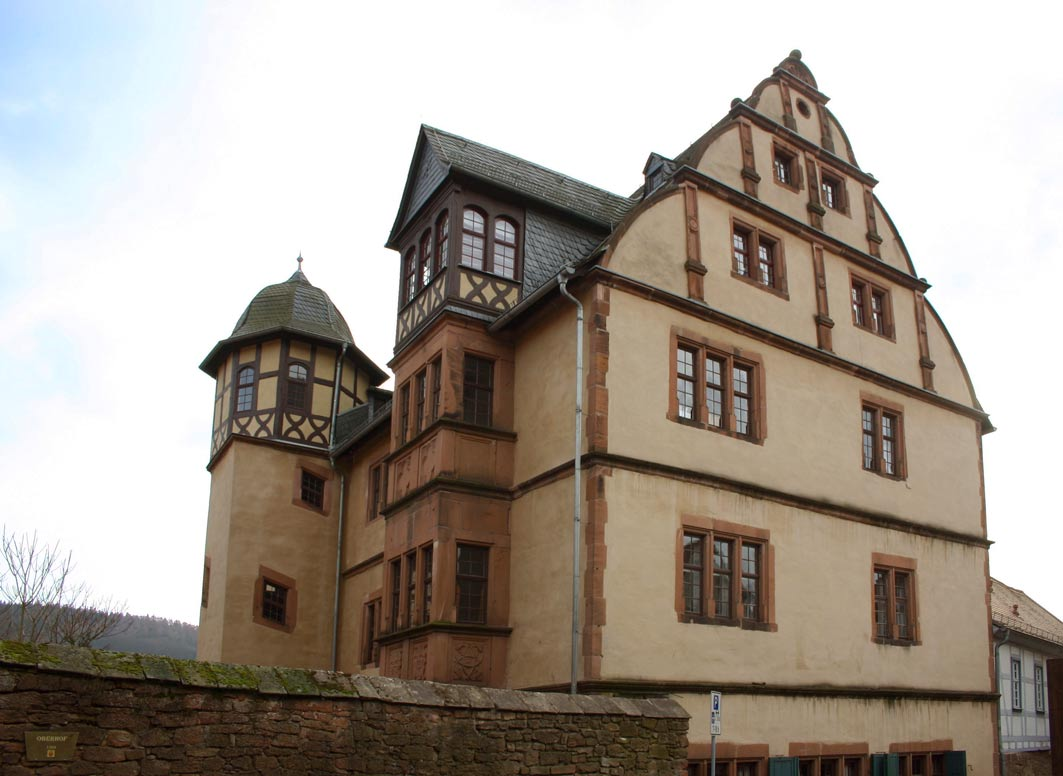

## Geboren
- Johann Samuel König (1712-1757), wiskundige
- Heinrich Reuss (1951), vastgoedondernemer

Altenstadt ·
Bad Nauheim ·
Bad Vilbel ·
Büdingen ·
Butzbach ·
Echzell ·
Florstadt ·
Friedberg (Hessen) ·
Gedern ·
Glauburg ·
Hirzenhain ·
Karben ·
Kefenrod ·
Limeshain ·
Münzenberg ·
Nidda ·
Niddatal ·
Ober-Mörlen ·
Ortenberg ·
Ranstadt ·
Reichelsheim (Wetterau) ·
Rockenberg ·
Rosbach v.d. Höhe ·
Wölfersheim ·
Wöllstadt